# Adrien Meslier
Pour les articles homonymes, voir Meslier.
Adrien Meslier est un homme politique français né le 13 mars 1868 à Lormes (Nièvre) et décédé le 19 octobre 1915 à Saint-Ouen (Seine-Saint-Denis).

## Biographie
Médecin à Clichy-la-Garenne où il est conseiller municipal, il milite au Parti ouvrier socialiste révolutionnaire (POSR) puis dans les rangs socialistes unifiés. Il est député de la Seine de 1902 à 1914, inscrit au groupe socialiste. 

## Sources
- « Adrien Meslier », dans le Dictionnaire des parlementaires français (1889-1940), sous la direction de Jean Jolly, PUF, 1960 [détail de l’édition]